# Mahler Ede

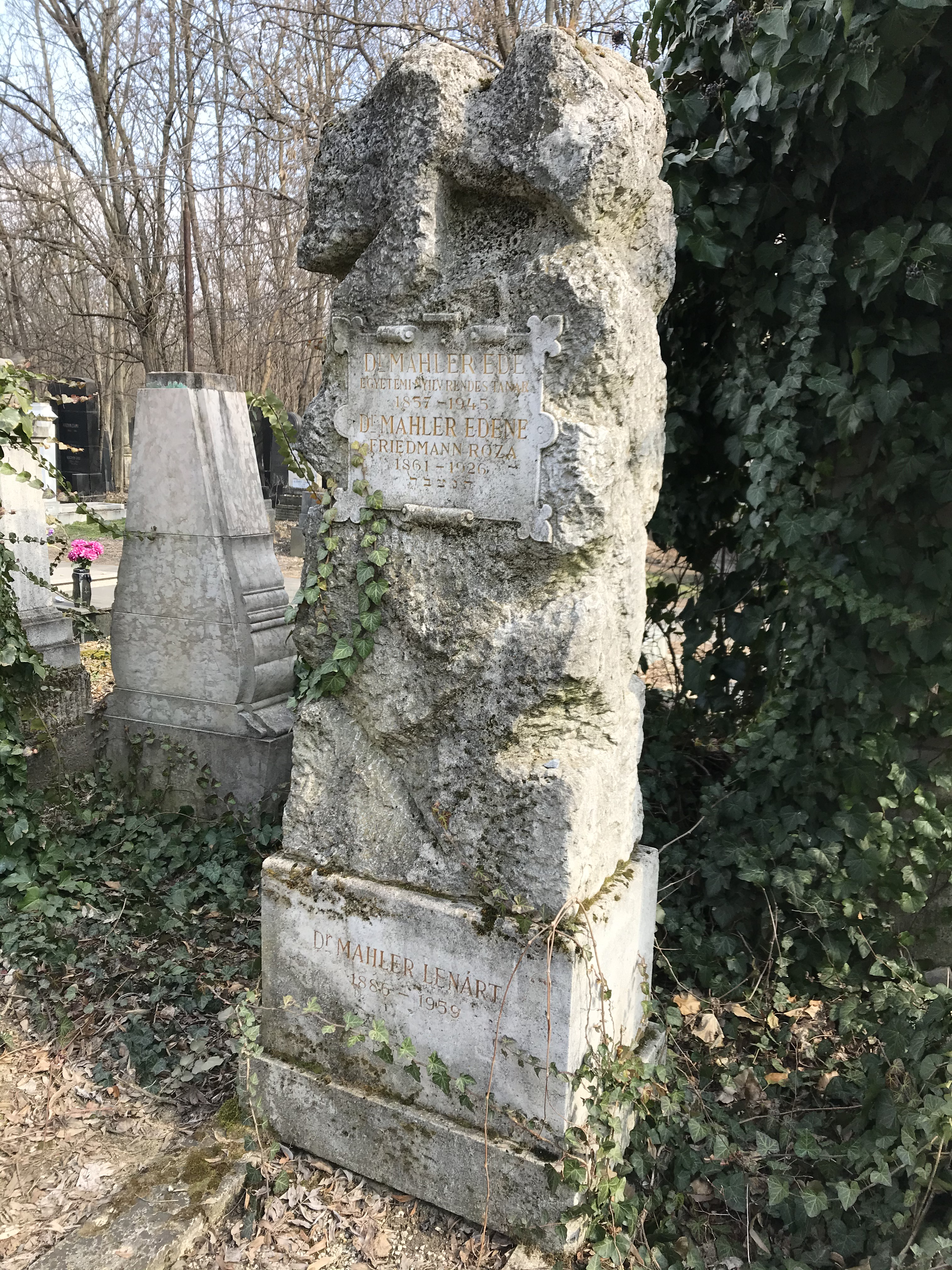
Sírja a Kozma utcai izraelita temetőben

Mahler Ede (Eduard Mahler) (Cífer, 1857. szeptember 28. – Istvántelek, 1945. június 29.) magyar-osztrák orientalista, csillagász, természettudós, történész, régész, egyiptológus, az ELTE Bölcsészettudományi Kar Egyiptológiai Tanszékének alapítója, az MTA levelező tagja. Mahler Gyula orvos testvérbátyja.

## Családja
Nagyszülei Mahler Ignác, Mahler Netti; Regner Mózes, Leichner Cecília. Szülei Mahler Salamon (1823–1895), Cífer rabbija (1856–1873), majd Pozsony város neológ főrabbija (1873–1895) és Regner Klára (1822–Pozsony, 1897. febr. 19.). Három fiuk közül a középsőként született. Bátyja, Mahler Miksa (Szimő, Komárom vm., 1846. okt. 15. – Pozsony. 1919. júl. 23.) gimnáziumi tanár, öccse, Mahler Gyula (Cífer, 1866. aug. 12.–1944) orvos lett. Mahler Ede az 1880-as években vette feleségül Friedmann Rózát (1861–Budapest, 1926. szept. 27.), Friedmann Leó és Rosenbaum Fanni leányát. Három gyermekük született: Hildegarde, Lénárt (Bécs, 1886. febr. 1. – Budapest, 1959. jan. 31.) és Friga.

## Életpályája
Az elemi iskolát Cíferben, a középiskolát pedig Pozsonyban végezte. A család 1873-tól Pozsonyban élt, ahol Mahler Salamon a város neológ főrabbija lett. Mahler itt érettségizett kitűnő eredménnyel 1876-ban. Még ugyanebben az évben megkezdte felsőfokú tanulmányait a Budapesti Királyi Magyar Tudományegyetemen (mai nevén Eötvös Loránd Tudományegyetem; az intézmény Mahler életében többször is nevet változtatott) és a Bécsi Egyetemen. Matematikusnak és csillagásznak készült – diplomamunkája Az egyenes vonalú sugárrendszer általános elmélete címmel jelent meg Bécsben 1880-ban –, de bécsi tanárainak köszönhetően az egyiptológia és a sémi nyelvek iránt is érdeklődni kezdett. 1880-ban a budapesti egyetemen bölcsészdoktori oklevelet szerzett.
Tanulmányai befejeztével egy tanára, Theodor Oppolzer csillagvizsgálójában helyezkedett el asszisztensként. Itt ismerkedett meg a csillagászati kronológiával. Számos matematikai lapban publikált, tudóstársai Gausshoz hasonlították jelentőségét. Oppolzernél annak haláláig, 1886 végéig dolgozott, de már 1885-ben kinevezték a Császári és Királyi Osztrák Fokmérő Bizottságnál asszisztensnek. Az Osztrák-Magyar Monarchia háromszögelésével és feltérképezésével foglalkozott, ezt azután sem hagyta abba, hogy 1896-ban Budapestre költözött.
Ókortörténeti munkássága 1885-től kezdődik, amikor Bécsben egy dolgozatot jelentetett meg a bibliai tíz csapás egyikének, a háromnapos sötétségnek datálásáról. Matematikai tudása segítségével élete során számos vallási, illetve történelmi jelentőségű esemény időpontját számította ki vagy tett rá kísérletet, az Exodus mellett Jézus kereszthaláláét is.
Egyiptomi nyelvet még Bécsben kezdett tanulni, tanára, Leo Reinisch az első egyiptológusprofesszor, Karl Lepsius tanítványa volt. Nyelvészeti témában is publikált, nemcsak egyiptomi nyelvvel kapcsolatban, 1904-ben például, amikor nagy divatja volt a sumér–magyar nyelvrokonság elméletének, egy magyar szó feltételezett sumér eredetét cáfolta meg.
1899-ben kezdett a Magyar Nemzeti Múzeum régészeti osztályán dolgozni, egészen 1910 végéig, egyetemi tanári kinevezéséig dolgozott itt. Több mint tíz éven át vezette Dunapentele római elődje, Intercisa feltárását. Szalkszentmárton, Szolnok, Csákberény környékén római leleteket tárt fel. Egyiptomban 1909–1910-ben járt először, elsősorban kronológiai, csillagászati jelentőségű feliratokat és ábrázolásokat vizsgált.
1898-ban lett az egyiptológia és asszírológia magántanára; kinevezése szerint szakterülete „az ókori Kelet története és kronológiája, összefüggésben az aegyptológiával és assyriológiával”. 1905-ben címzetes rendkívüli tanári címet kapott. Nyilvános rendkívüli tanárrá 1910. november 29-én nevezték ki, ezzel együtt létrejött a Keleti Népek Ókori Története tanszék, melyet Mahler 1928-ig, nyugdíjba vonulásáig vezetett. Akadémiai tagságra 1899-ben javasolták először, de több jelölés után csak 1909-ben választották be, levelező tagnak. Székfoglalóját Egyiptomi emlékek Magyarországon címmel tartotta. 1914-ben a keleti népek történetének nyilvános rendes tanára lett. Goldziher Ignác halála után Mahler a Sémi Filológiai Tanszék helyettes vezetője, 1922-től a Keleti Szeminárium vezetője is lett, emellett a Keleti Kereskedelmi Akadémián is tanított.
1911-ben Beöthy Zsolt irodalmár, akadémikus és politikus haláláig az egyetemnek adományozta 541 darabból álló egyiptomi gyűjteményét, melyet Mahler katalogizált. A gyűjteményt Beöthy 1922-ben bekövetkezett halála után örökösei felajánlották megvételre az egyetemnek, az azonban az elsőként ajánlott ár töredékét sem tudta kifizetni érte, így a gyűjtemény 1936-ban a svéd Uppsalai Egyetem tulajdonába került, ahol ezután egyiptológiai tanszéket is alapítottak.
Mahler 1923-ban alapítványt tett olyan, szegény sorsú hallgatók támogatására, akik kiemelkedő tehetséget tanúsítanak a keleti nyelvek, az ókori keleti történelem vagy egyetemes ókori történet terén; gondot fordított arra is, hogy az ösztöndíjban évente váltakozva hol keresztény, hol zsidó diák részesüljön.
Mahler 1927-ben betöltötte hetvenedik életévét, amikor is nyugdíjba kellett volna vonulnia. Az egyetemen már az előző évben megszavazták, hogy kérik szolgálati ideje meghosszabbítását, a minisztérium azonban elutasította a javaslatot. Mahler 1928-ban nyugdíjba vonult, előadásait azonban továbbra is megtartotta, egészen 1938-ig.
Már a század elejétől fogva munkálkodott azon, hogy a Magyarországon őrzött egyiptomi gyűjteményeket egy közös gyűjteménnyé vonja össze. Erre csak évtizedekkel később, már a Beöthy-gyűjtemény külföldre kerülése után került sor. Mahler tanítványai, Dobrovits Aladár és Wessetzky Vilmos közreműködésével szerveződött meg a Szépművészeti Múzeum egyiptomi gyűjteménye 1934 és 1939 között, majd nyílt meg 1939-ben.
Mahler csillagászati tevékenységét is folytatta. Az ország egyetlen csillagvizsgálója, az ógyallai a trianoni döntéssel Csehszlovákiához került. Helyette a budapesti Svábhegyen kezdték meg új csillagvizsgáló építését már a rákövetkező évben. Az intézmény építésének, működésének segítése volt a Mahler által alapított Stella Csillagászati Egyesület fő célja. Mahler a Stella évkönyveiben is publikált ókori kronológiával foglalkozó cikkeket. A gazdasági világválság okozta pénzhiány miatt a Stella 1933-ban beolvadt a Természettudományi Társulat Csillagászati Szakosztályába, de Mahler már nem vett részt további működésében.
Az 1940-es években már idős és beteg Mahler visszavonult a tudományos tevékenységtől. Bár tudományos jelentősége miatt mentesült az elhurcolástól, később rejtőzködnie kellett, tanártársai, majd piarista szerzetesek bújtatták. Széchenyi utcai háza Budapest bombázásának utolsó napján kapott bombatalálatot, leégésével megsemmisült Mahler minden vagyona, könyvtára, kéziratai és gyűjteménye, kivéve amit már korábban átadott az Akadémiának. Mahler életének 88. évében az istvántelki Stephaneumban, a volt rákospalotai menházban hunyt el (a város későbbi Budapesthez csatolása miatt sok helyen Budapest szerepel halálozási helyeként). 1945. július 3-án vagy 4-én helyezték örök nyugalomra felesége mellé a Kozma utcai neológ zsidó temetőbe, ahová később 1959-ben elhunyt fiukat is temették. Sírjánál Kornis Gyula filozófus, az MTA elnöke, illetve Lukinich Imre, az egyetem egykori dékánja, az Országos Levéltár és az Országos Széchényi Könyvtár volt igazgatója mondott gyászbeszédet.

## Emlékezete
- Sokáig a nevét viselte a Szépművészeti Múzeumban az egyiptomi gyűjteménynek otthont adó Mahler Ede terem.
- Nevét viseli az 1984-ben alakult Mahler Ede Művészettörténeti Kör. A foglalkozásaiknak helyszínt nyújtó terem a 2007-ben megszüntetett Lengyel Gyula Kereskedelmi Szakközépiskolában szintén a nevét viselte.
- Nevét viseli a 199632 Mahlerede kisbolygó.[7]

## Művei

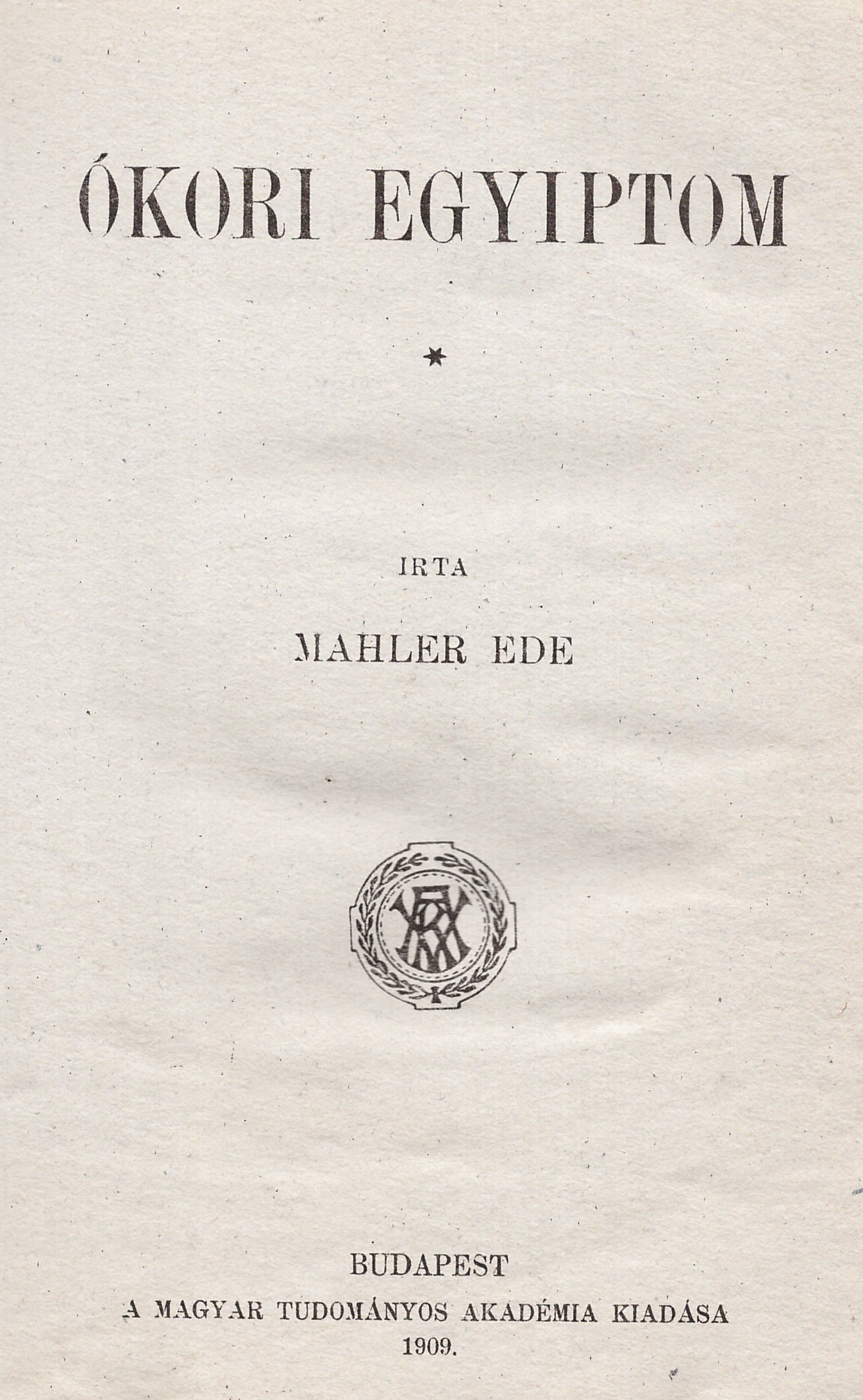
Ókori Egyiptom (1909)

- Az egyenes vonalú sugárrendszerek általános elmélete. Egy. doktori értek. (Bécs, 1880)
- Untersuchung über die in der Bibel erwähnte ägyptische Finsterniss. (Sitzungberichte der Kaiserlichen Akademie der Wissenschaften in Wien, 1885)
- Untersuchung einer im Buche „Nachum” auf den Untergang Ninives bezogenen Finsterniss. (Sitzungberichte der Kaiserlichen Akademie der Wissenschaften in Wien, 1886)
- Zur Chronologie der Babylonier. (Zeitschrift für Assyrologie, 1886)
- Fortsetzung der Wüstenfeld’schen Vergleichungstabellen der muhammedanischen und christlichen Zeitrechnung. (Leipzig, 1887)
- Chronologie der Hebräer. (Wien, 1887)
- Untersuchung einer zu Semirjetsi gefundenen Grabinschrift, Der Stern „Misri” der Assyrer. (Sitzungberichte der Kaiserlichen Akademie der Wissenschaften in Wien, 1887)
- Der Kakkab Misri. (Zeitschrift für Assyrologie, 1887)
- Untersuchung über die angebliche Finsterniss unter König Thakelat II. von Aegypten. (Denkschiften der Mathematisch-Naturwissenschaftlichen Classe der Kaiserlichen Akademie der Wissenschaften, 1888)
- Chronologische Vergleichungstabellen nebst einer Anleitung zu den Grundzügen der Chronologie. (Wien, 1889)
- Maimonides Kiddus Ha-chodes. (Wien, 1889)
- König Thutmosis III. (Zeitschrift für aegyptische Sprache, 1889)
- Astronomisches aus Babylon. (Zeitschrift der Deutschen Morgenländischen Gesellschaft, 1890)
- Die Jahrrechnungen der Assyrer. (Zeitschrift für Assyrologie, 1890)
- Ramses II. – Die Sethis- und die Phönixperiode der alten Aegypter. (Zeitschrift für aegyptische Sprache, 1890)
- Die Tekuphen-Rechnung im Kalender der Juden. (Sitzungberichte der Kaiserlichen Akademie der Wissenschaften in Wien, 1891)
- Der Kalender der Babylonier. 1–2. (Sitzungberichte der Kaiserlichen Akademie der Wissenschaften in Wien, 1892–1893)
- Die Apisperiode der alten Aegypter. (Sitzungberichte der Kaiserlichen Akademie der Wissenschaften in Wien, 1894)
- Der Schaltcyclus der Babylonier. (Zeitschrift für Assyrologie, 1894; Zeitschrift der Deutschen Morgenländischen Gesellschaft, 1898)
- Zur Chronologie der Babylonier Vergleichungstabellen der babylonischer und christlichen Zeitrechnung von Nabonassar 747 v. Ch. bis 100 v. Ch. (Denkschiften der Mathematisch-Naturwissenschaftlichen Classe der Kaiserlichen Akademie der Wissenschaften, 1895)
- Der Pharao des Exodus. (Wien, 1896)
- Der Saros-Canon der Babylonier. (Zeitschrift für Assyrologie, 1896)
- Aegyptologische Studien auf dem Gebiete der Chronologie. (Wiener Zeitschrift für Kunde des Morgenlandes, 1898)
- A régi egyiptomiak évformái és nagy periodikus időrendszerei. (Akadémiai Értesítő, 1898)
- Egyiptológiai tanulmányok a chronológia köréből  (Bp., 1898);
- A régi népek naptáraiból. (Budapesti Szemle, 1898)
- Az egyiptomi nyelv alapelemei. (Bp., 1899)
- A szumér ősnép nemzetisége. (Ethnographia, 1899)
- II. Ramses, az Exodus fáraója (Bp., 1900);
- Egyiptomi emlék Ó-Budáról. (Budapest Régiségei, 1900)
- Spezieller Canon der Sonnen- und Mondfinsternisse für das Ländergebiet des classischen Alterthums. (Zeitschrift der Deutschen Morgenländischen Gesellschaft, 1900)
- Über zwei zu Al-Madina gesehene Sonnenfinsternisse. (Wiener Zeitschrift für Kunde des Morgenlandes, 1900)
- Adalékok az egyiptomi nyelvhez (Bp., 1901);
- Die Datirung der Babylon. Arsacideninschriften. (Wiener Zeitschrift für Kunde des Morgenlandes, 1901)
- Egyiptomi emlékek a Magyar Nemzeti Múzeumban. (Archaeologiai Értesítő, 1901)
- Az ókori nap- és holdfogyatkozásokról. (Természettudományi Közlöny, 1901)
- Nestanuter koporsója a Nemzeti Múzeumban. – A régibb bronzkor chronologiájához. – Császári [Komárom vármegye] sírleletek. Hampel Gáborral és Kuzsinszky Bálinttal. – Föliratos agyagtábla Babilonból. – Kőkori zsugorított csontvázakról. Arch. Ért. 1902, 264-266;
- Egyiptomi papyrusok a Magyar Nemzeti Múzeumban. Két melléklettel. (Magyar Könyvszemle, 1902 és külön: Bp., 1902)
- Egyiptomi régiségek Magyarországon. (Budapesti Szemle, 1902)
- Ó-Egyiptom. (Jelentés a Magyar Nemzeti Múzeum 1902. évi állapotáról. Bp., 1903)
- Babilonia és a Biblia. (Uránia népszerű tudományos felolvasások. 5. Bp., 1903)
- Az egyiptomiak mathematikai és astronomiai ismeretei. (Mathematikai és Physikai Lapok, 1904 és külön: Bp., 1904)
- Bibliai és babiloniai művelődési elemek. (Az Izraelita Magyar Irodalmi Társaság Évkönyve, 1904)
- Római feliratos kőemlékek Dunapenteléről. – A nippuri ásatások. (Archaeologiai Értesítő, 1904)
- A legrégibb törvénygyűjtemény. (Ethnographia, 1904)
- Országhalom szumér szó? (Magyar Nyelvőr, 1904)
- A sumir nyelv rokonságáról. – Babilonia és Assyria. 1–2. (Budapesti Szemle, 1904)
- Egyiptomi kultúrelemek a Bibliában. (Az Izraelita Magyar Irodalmi Társaság Évkönyve, 1905)
- Budakeszi sírleletek. (Archaeologiai Értesítő, 1905)
- Újabb római feliratos elemek Dunapenteléről. 1–2. (Archaeologiai Értesítő, 1905–1906)
- Babilonia és Assyria. (Jelentés a Magyar Nemzeti Múzeum 1904. évi állapotáról. Bp., 1905)
- Babylónia és Assyria (Bp., 1906);
- Das Himmelsjahr als Grundelement der altorientalischen Chronologie. (Zeitschrift der Deutschen Morgenländischen Gesellschaft, 1906)
- Néhány pannoniai kőemlék. (Archaeologiai Értesítő, 1906)
- Études sur le calendrier égyptien. Dates calendériques au point de vue de l’histoire de la civilisation. (Annales du Musée Guimet. 24. Paris, 1907)
- Zu Genesis. XLI. (Zeitschrift der Deutschen Morgenländischen Gesellschaft, 1907)
- Dunapentelei ásatások az 1907. évben. – Pannoniai feliratos emlékek. 1–2. (Archaeologiai Értesítő, 1907)
- A Biblia és a Talmud a tudomány szolgálatában. (Az Izraelita Magyar Irodalmi Társaság Évkönyve, 1908)
- Dunapentelei ásatásaim 1908-ban. (Archaeologiai Értesítő, 1908)
- Egyiptomi emlékek Magyarországon. Akadémiai székfoglaló is. (Elhangzott: 1909. jún. 7.; megjelent: Akadémiai Értesítő, 1909)
- Ókori Egyiptom (Bp., 1909); (A Magyar Tudományos Akadémia Könyvkiadó Vállalata)
- Der Kalender der Babylonier. (Hilprecht Annyversary Volume, 1909)
- Római feliratos kőemlékek Dunapenteléről. 1–2. (Archaeologiai Értesítő, 1909)
- A Nemzeti Múzeum ásatásai 1909-ben. – Római kőemlékek Dunapenteléről. (Archaeologiai Értesítő, 1910)
- Az assuáni és elephantinei aramaeus papyrusokmányok történeti jelentősége (Bp., 1911);
- Az egyiptológia hazánkban. (Budapesti Szemle, 1912)
- Beöthy Zsolt egyiptológiai gyűjteménye a budapesti kir. m. tudományegyetemen. Magyarázó jegyzék egyszersmind bevezetés az ókori egyiptomiak művészet- és kultúrtörténetébe. Bp., 1913. Online
- Ásatások Egyiptomban. (Archaeologiai Értesítő, 1913)
- A leydeni nemzetközi vallástörténeti congressus. (Történeti Szemle, 1913)
- Adalék az Egyiptomi Ó-Birodalom chronologiájához. (Archaeologiai Értesítő, 1914)
- Az ókori egyiptomi nevelés. (Magyar Paedagogia, 1914)
- Ókori chronológiai kutatások (Bp., 1915);
- Handbuch der jüdischen Chronologie. (Frankfurt, 1916)
- Naptárunk újjáalakítása és a húsvétkérdés  (Bp., 1915)
- Keleti tanulmányok. Mikor vonultak ki a az izraeliták Egyiptomból? A naptár az ókori Kelet népeinél. (Népszerű Zsidó Könyvtár. 13. Bp., 1924)
- Újabb leletek az ókori Kelet földjén, különös tekintettel a Tutankhamonra vonatkozó ásatásokra. (Budapesti Szemle, 1924 és külön: Bp., 1924)
- Tutankhamon és kora. (Gróf Klebelsberg Kuno Emlékkönyv. Bp., 1925)
- Az astronomia művelése az ókori egyiptomiaknál. (Stella-Almanach. Bp., 1926)
- Adalék a naptár-kérdéshez. (Stella-Almanach. Bp., 1927)
- A kronológiai kutatás tudományos módszereiről. (Történeti Szemle, 1928)
- A Magyar Nemzeti Múzeum két történeti fontosságú egyiptomi kőemléke. (Történeti Szemle, 1929)
- Az astronomia a történettudomány szolgálatában. 1–2. (Stella-Almanach. Bp., 1929–1930)
- Zur Chronologie der Könige Judas und Israels. (Monatsschrift für Geschichte Wissenschaft des Judentums, 1934)
- Handbuch der jüdischen Chronologie. Hasonmás kiad. (Hildesheim, 1967)
- Ókori Egyptom. Hasonmás kiad. (Bp., Anno Kiadó, 1998 és Tyukod, Black and White Kiadó, 2006)
- Babilonia és Assyria. Hasonmás kiad. (Zikkurat Könyvek. 5. Debrecen, 2003)